# Сигнит (Охајо)
Сигнит (енгл. Cygnet) град је у америчкој савезној држави Охајо.

## Демографија
По попису из 2010. године број становника је 597, што је 33 (5,9%) становника више него 2000. године.
| Група             | 2000.       | 2010.       |
| Белци             | 543 (96,3%) | 534 (89,4%) |
| Афроамериканци    | 2 (0,4%)    | 7 (1,2%)    |
| Азијати           | 0 (0,0%)    | 4 (0,7%)    |
| Хиспаноамериканци | 15 (2,7%)   | 34 (5,7%)   |
| Укупно            | 564         | 597         |